# 1998년 영국 인권법
1998년 영국 인권법은 영국 의회가 제정하여 영국 국왕의 제가를 받아 2000년 10월 2일에 공포된 법률로 유럽 인권 조약의 권리를 영국의 법에 수용하는 법안이다. 법은 유럽 인권 조약 위반에 대한 영국법 내 구제책을 수립하였고 공공기관으로 하여금 협약과 불일치하는 행위를 금하고 있다.

## 같이 보기
- 유럽 인권 조약